# Sergio Matteucci
Sergio Matteucci (Roma, 31 agosto 1931 – Roma, 4 novembre 2020) è stato un attore, doppiatore e conduttore radiofonico italiano.

## Biografia
Tra il 1965 e il 1972, fu il conduttore delle rubriche giornalistiche televisive Cronache del lavoro, Notizie del lavoro e dell'economia e  Cronache dei partiti. Come doppiatore, era conosciuto per aver prestato la voce al telecronista delle serie animate Holly & Benji e Mila e Shiro. Prestò la sua voce anche in Sampei, Lamù la ragazza dello spazio, Carletto il principe dei mostri, Dastardly e Muttley e le macchine volanti, Lady Oscar e nei film Rocky II e Rocky IV. Fu inoltre radiocronista di Tutto il calcio minuto per minuto, nella stagione 1982-1983, e la voce fuori campo dei servizi delle partite allo stadio Olimpico di Roma durante Domenica Sprint. Muore a Roma il 4 novembre 2020, all'età di 89 anni, e fu sepolto presso il cimitero del Verano. La figlia Brunella è anch'essa giornalista per Mediaset.

## Doppiaggio

### Film
- Rance Howard in Cinderella Man - Una ragione per lottare
- Michael Ensign in Abbasso l'amore
- Jon Finlayson in Un grido nella notte
- Dale Dye in Mission: Impossible
- Jerzy Skolimowski in Mars Attacks!
- Angus MacInnes in Dredd - La legge sono io
- Arnaldo Santana in Scarface
- Mike Preston in Interceptor - Il guerriero della strada
- James Handy in Jumanji
- Brad Sullivan in The Untouchables - Gli intoccabili
- David Weisenberg in Giorni contati - End of Days
- Maurice Ronet in Sfinge
- Peter Stoehr in Natale a New York
- Bill Baldwin in Rocky II
- Curtis W. Sims in Il presidio - Scena di un crimine
- Jerry Harte in Quarto protocollo
- Jack Kehoe in D.O.A. - Cadavere in arrivo
- Warren Berlinger in Eroe per caso
- Reinhard Kolldehoff in Poliziotto - Solitudine e rabbia
- Pietro Ceccarelli in I padroni della città
- Allan Rich in Two much - Uno di troppo
- Lou Ferguson in Così mi piace
- Kenji Sahara in Distruggete Kong! La Terra è in pericolo!
- Dakin Matthews in L'allegra fattoria
- Dan Hedaya in Amore con interessi
- Tony Doyle in Chi osa vince
- Jeff Morris in Il grande inganno
- James Lipton in Vita da strega

### Serie televisive
- Harvey Atkin in New York New York
- Biff Manard in Flash
- René Enríquez in Hill Street giorno e notte
- Joseph V. Perry in Tutti amano Raymond
- Chujou Shizuo in Tiger Man
- Dayton Callie in Sons of Anarchy

### Film d'animazione
- Caio Ottuso in Asterix contro Cesare
- Lapsus in Asterix e la pozione magica
- Voce narrante e Numero Uno in Alan Ford e il gruppo TNT contro Superciuk

### Serie animate
- Voce narrante in Lady Oscar, Dastardly e Muttley e le macchine volanti,  Lulù l'angelo tra i fiori, Golion, Ginguiser, Mechander Robot, Godam
- Telecronista in Mila e Shiro due cuori nella pallavolo, Holly e Benji, due fuoriclasse, Che campioni Holly e Benji!!! e Holly e Benji Forever, Lamù
- Merlino (2ª voce), Parsifal (2ª voce), Boss, re Graston, re Leogranche, Guster, Hector, Evans, Ministro Lorthon, padre di Giulia, Narsians, Bosman, padre di Maria, padre di Hance in La spada di King Arthur
- 2º giornalista in Lamù
- Re di Scozia in Gargoyles - Il risveglio degli eroi
- Ben in Candy Candy
- Parroco in Belle et Sebastien
- Gen. Scarabeth (2ª voce) in Il Grande Mazinger
- Commentatore del derby del salmone in Sampei
- Dan Robertson in Rocky Joe
- Hassan (1ª voce) in Grand Prix e il campionissimo
- Computer del treno in Galaxy Express 999
- Birba in La macchina del tempo
- Ricercatore della stazione orbitante in Tekkaman
- Gen. Mitzuka in Daltanious
- Prof. Morimori in Mazinkaiser
- Saiyan B in Dragon Ball Z - Le origini del mito (1º doppiaggio)
- Lino (1ª voce) e Abracadaver in Le Superchicche
- Sir Spinabacca (st. 5) e Sir Tuxford (st. 5-6) ne I Gummi